# كريترون

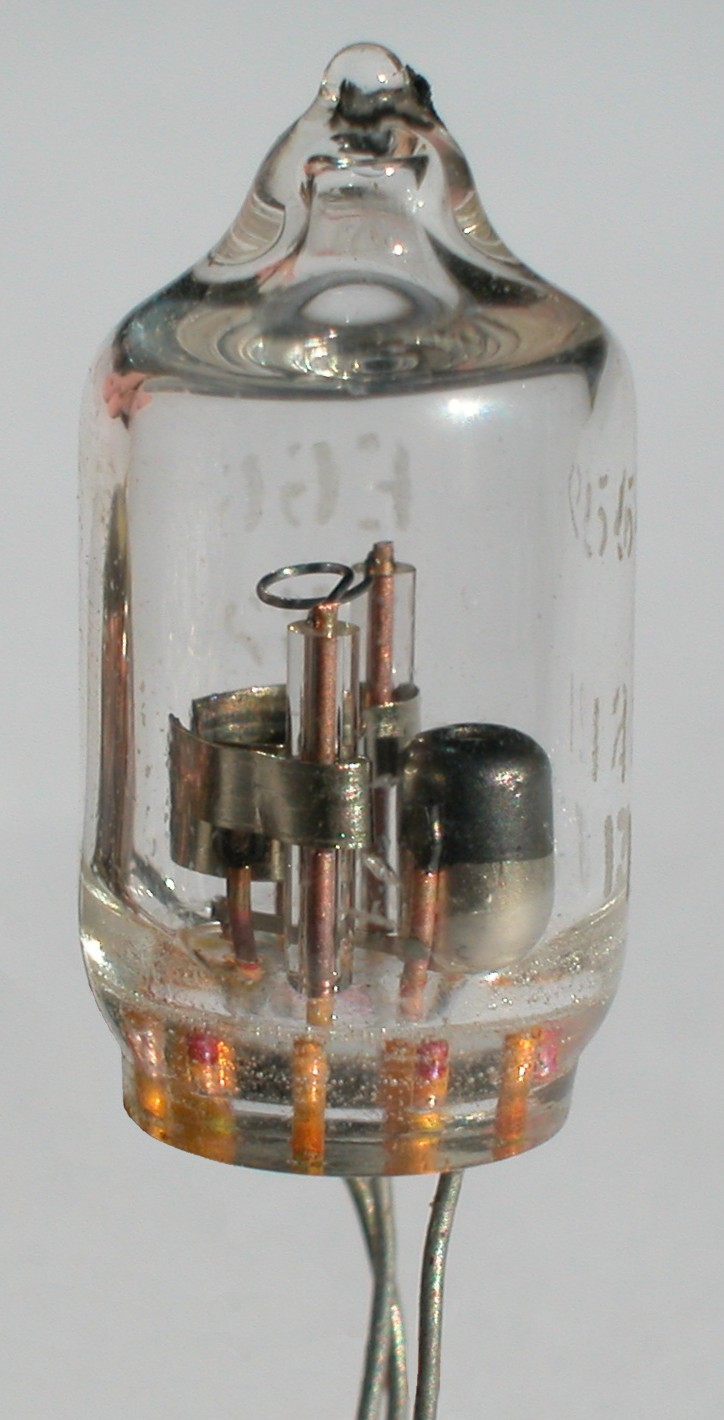
أنبوب مفتاح كريترون"KN2 "، المصنوع من EG&G (طوله حوالي 25 مم)

كريترون وبالانجليزية (Krytron) هو عبارة عن أنبوب مملوء بغاز الكاثود البارد مخصص للاستخدام كمفتاح عالي السرعة، يشبه إلى حد ما الثيراترون. يتكون من أنبوب زجاجي مغلق بأربعة أقطاب كهربائية. تعمل نبضة تحفيز صغيرة على قطب الشبكة على تشغيل الأنبوب، مما يسمح بتدفق تيار كبير بين القطب السالب والقطب الموجب. نسخة الفراغ تسمى فراغ كريترون ، أو سبريترون . كان كريتون " أحد أوائل التطورات في شركة EG&G Corporation .

## الوصف
على عكس معظم أنابيب تبديل الغاز الأخرى، يعمل الكريترون عن طريق تفريغ القوس، للتعامل مع الفولتية والتيارات العالية جدًا (تصل إلى عدة كيلوفولت وعدة كيلو أمبير)، بدلاً من تفريغ الوهج منخفض التيار المستخدم في الثيراترونات الأخرى. وكريترون هو تطوير ثغرات الشرارة وثيراترون وضعت أصلا ل رادار الإرسال أثناء الحرب العالمية الثانية.
الغاز المستخدم في الكريترونات هو الهيدروجين. يمكن أيضًا استخدام الغازات النبيلة (الكريبتون عادةً) أو خليط بنينج.

## التشغيل
يحتوي الكريترون على أربعة أقطاب كهربائية. اثنان من الأنود والكاثود التقليدي. أحدهما هو قطب كهربي للبقاء على قيد الحياة، تم ترتيبه ليكون قريبًا من القطب السالب. يحتوي جهاز البقاء على قيد الحياة على جهد إيجابي منخفض مطبق، مما يتسبب في تأين مساحة صغيرة من الغاز بالقرب من الكاثود. يتم تطبيق الجهد العالي على القطب الموجب، لكن التوصيل الأولي لا يحدث حتى يتم تطبيق نبضة موجبة على قطب الزناد («الشبكة» في الصورة أعلاه). بمجرد البدء، يحمل التوصيل القوسي تيارًا كبيرًا.
الرابع عبارة عن شبكة تحكم، وعادة ما يتم لفها حول الأنود، باستثناء فتحة صغيرة في الجزء العلوي منها.
بدلاً من أو بالإضافة إلى قطب البقاء على قيد الحياة، قد تحتوي بعض الكريترونات على كمية صغيرة جدًا من المواد المشعة (عادةً أقل من 5 ميكروكوري (180 كـبيك) من النيكل -63)، والتي تنبعث منها جسيمات بيتا (إلكترونات عالية السرعة) لتسهيل التأين. يعمل مصدر الإشعاع على زيادة موثوقية الاشتعال وتشكيل تفريغ الإلكترود المستمر.
يوفر حشو الغاز أيونات لتحييد شحنة الفضاء والسماح بتيارات عالية عند الجهد المنخفض.  يملأ تفريغ البقاء على قيد الحياة الغاز بالأيونات، مكونًا بلازما مسبقة التأين؛ يمكن أن يؤدي ذلك إلى تقصير وقت تكوين القوس بمقدار 3-4 مراتب مقارنة بالأنابيب غير المؤينة، حيث لا يلزم قضاء الوقت في تأين الوسيط أثناء تكوين مسار القوس.
القوس الكهربائي ذاتي الاستدامة؛ بمجرد تشغيل الأنبوب، فإنه يستمر حتى ينقطع القوس بسبب انخفاض التيار المنخفض جدًا لفترة طويلة جدًا (أقل من 10 مللي أمبير لأكثر من 100 ميكرو ثانية لـ كريترون KN22). 
يتم تشغيلها كريترون وسبريترونس من قبل الجهد العالي من مكثف التفريغ عن طريق الزناد المحولات، بطريقة مشابهة فلاشات لمثل فلاش يتم تشغيلها التطبيقات. تتوفر الأجهزة التي تدمج كريترون مع محول الزناد. 

### سبريترون
سبريترون ، المعروف أيضًا باسم كريترون الفراغ أو مفتاح التفريغ المشغل (TVS)، هو نسخة مفرغة من الفراغ، وليست مملوءة بالغاز. إنه مصمم للاستخدام في البيئات ذات المستويات العالية من الإشعاع المؤين، والذي قد يؤدي إلى إطلاق كريترون مملوء بالغاز بشكل زائف. كما أنها أكثر مناعة ضد التداخل الكهرومغناطيسي من الأنابيب المملوءة بالغاز.
تفتقر سبريترونس إلى القطب الكهربي والمصدر الإشعاعي المسبق. يجب أن يكون نبضة الزناد أقوى من نبضة كريترون. سبريترونس قادرة على التعامل مع التيارات العالية؛ تميل الكريترونات إلى استخدامها لتشغيل مفتاح ثانوي، على سبيل المثال، فجوة شرارة محفزة، في حين أن سبريترونس عادة ما تكون متصلة مباشرة بالحمل.
يجب أن تكون نبضة الزناد أكثر كثافة، حيث لا يوجد مسار غاز مؤين مسبقًا للتيار الكهربائي، ويجب أن يتشكل قوس فراغ بين الكاثود والأنود. يتشكل القوس أولاً بين الكاثود والشبكة، ثم يحدث الانهيار بين المنطقة الموصلة للشبكة الكاثود والأنود. 
يتم تفريغ سبريترونس إلى فراغ شديد، عادة 0.001 باسكال. نظرًا لأن الكوفار والمعادن الأخرى قابلة للاختراق إلى حد ما للهيدروجين، خاصة خلال 600 - خبز درجة مئوية قبل التفريغ والختم، يجب طلاء جميع الأسطح المعدنية الخارجية بطبقة سميكة (25 ميكرومتر أو أكثر) من الذهب الناعم. يتم استخدام نفس المعدنة لأنابيب التبديل الأخرى أيضًا.
غالبًا ما يتم تصميم سبريترونس على غرار تريغاترونات، حيث يكون قطب الزناد محوريًا للكاثود. في أحد التصميمات، يتم تشكيل قطب الزناد كتعدين على السطح الداخلي لأنبوب الألومينا. تؤدي نبضة الزناد إلى وميض السطح، والذي يحرر الإلكترونات ومواد تفريغ السطح المتبخرة في الفجوة بين الأقطاب الكهربائية، مما يسهل تكوين قوس فراغ، وإغلاق المفتاح. يقترح وقت التبديل القصير الإلكترونات من تفريغ الزناد والإلكترونات الثانوية المقابلة التي تم طرقات من الأنود كبداية لعملية التبديل؛ تنتقل المادة المتبخرة ببطء شديد عبر الفجوة لتلعب دورًا مهمًا. يمكن تحسين تكرار المحفز من خلال طلاء خاص للسطح بين قطب الزناد والكاثود، ويمكن تحسين الارتعاش عن طريق تعاطي المنشطات الركيزة المشغلة وتعديل هياكل مسبار الزناد. يمكن أن تتحلل سبريترونس في التخزين، عن طريق إطلاق الغازات من مكوناتها، وانتشار الغازات (خاصة الهيدروجين) من خلال المكونات المعدنية، وتسرب الغاز من خلال موانع التسرب المحكم؛ مثال على الأنبوب المُصنَّع بضغط داخلي 0.001 باسكال سيُظهر انهيار فجوة تلقائي عندما يرتفع الضغط الداخلي إلى 1 باسكال.يمكن إجراء الاختبار المعجل لعمر التخزين عن طريق التخزين في الضغط المحيط المتزايد، اختياريًا مع الهيليوم المضاف، لاختبار التسرب، وزيادة تخزين درجة الحرارة (150 درجة مئوية) لاختبار إطلاق الغازات. يمكن جعل سبريترونس مصغرة وعرة.
يمكن أيضًا تشغيل سبريترونس بواسطة نبضة ليزر. في عام 1999، تم تقليل طاقة نبضة الليزر اللازمة لتحريك سبريترون إلى 10 ميكرو جول.
عادة ما يتم تصنيع سبريترونس كأجزاء متينة من المعدن / السيراميك. عادةً ما يكون لديهم محاثة منخفضة (10 نانو هنري) ومقاومة كهربائية منخفضة عند تشغيلها (10-30 ملي أوم). بعد التشغيل، قبل أن يتم تشغيل سبريترونس بالكامل في وضع الانهيار الجليدي، يصبح لفترة وجيزة موصلًا قليلاً (100-200 أمبير)؛ تُظهر ترانزستورات موسفت عالية الطاقة التي تعمل في وضع الانهيار الجليدي سلوكًا مشابهًا. تتوفر نماذج سبايس للسبريترونات.

## الأداء
هذا التصميم، الذي يعود تاريخه إلى أواخر الأربعينيات، لا يزال قادرًا على أداء قوة النبضات التي لا يمكن حتى لأشباه الموصلات الأكثر تقدمًا حتى ترانزستور ثنائي القطب ذو البوابة المعزولة (IGBT) مطابقتها بسهولة. إن أجهزة كريترون وسبريترونس قادرة على التعامل مع نبضات الجهد العالي ذات التيار العالي، مع أوقات تبديل سريعة جدًا، وتأخير وقت تشويش ثابت ومنخفض بين تطبيق نبضة الزناد والتشغيل.
يمكن لـ كريترون تبديل التيارات التي تصل إلى حوالي 3000 أمبير وبجهد يصل إلى حوالي 5000 فولت. يمكن تحقيق وقت تبديل أقل من 1 نانوثانية، مع تأخير بين تطبيق نبضة الزناد والتبديل منخفضًا يصل إلى حوالي 30 نانوثانية. قد يكون الارتعاش الذي يمكن تحقيقه أقل من 5 نانوثانية. الجهد المطلوب لنبضة الزناد هو حوالي 200-2000 فولت؛ تقلل الفولتية العالية من تأخير التبديل إلى حد ما. يمكن تقصير وقت التبديل إلى حد ما عن طريق زيادة وقت ارتفاع نبض الزناد. سيعطي أنبوب كريترون معين أداءً ثابتًا للغاية لنبضات الزناد المتطابقة (ارتعاش منخفض).  يتراوح تيار البقاء على قيد الحياة من عشرات إلى مئات الأمبيرات الدقيقة. يمكن أن يتراوح معدل تكرار النبض من واحد في الدقيقة إلى عشرات الآلاف في الدقيقة. 
أداء التحويل مستقل إلى حد كبير عن البيئة (درجة الحرارة، التسارع، الاهتزاز، إلخ.). ومع ذلك، فإن تكوين تفريغ الوهج المستمر يكون أكثر حساسية، مما يستلزم استخدام مصدر مشع للمساعدة في اشتعاله.
تتمتع كريترون بعمر محدود، يتراوح، وفقًا للنوع، عادةً من عشرات الآلاف إلى عشرات الملايين من عمليات التحويل، وأحيانًا بضع مئات فقط.  
سبريترونس لديها أوقات تبديل أسرع إلى حد ما من كريترونس.
يمكن استخدام الثيراترونات المملوءة بالهيدروجين كبديل في بعض التطبيقات.

## التطبيقات
يتم تصنيع كريترون وأشكالها المختلفة بواسطة مكونات بيركن إلمر وتستخدم في مجموعة متنوعة من الأجهزة الصناعية والعسكرية. ومن المعروف أنها أفضل لاستخدامها في إشعال انفجار-bridgewire والطارق صواعق في الأسلحة النووية، وتطبيق الأصلي، إما مباشرة (تستخدم عادة سبريترونس لهذا) أو عن طريق إحداث أعلى سلطة الفجوة شرارة مفاتيح. كما أنها تُستخدم لإطلاق الثيراترونات، والمصابيح الكاشفة الكبيرة في آلات التصوير، والليزر، والأجهزة العلمية، ولإطلاق المشعلات للمتفجرات الصناعية.

## قيود التصدير في الولايات المتحدة الأمريكية
بسبب إمكانية استخدامها كمحفزات للأسلحة النووية، يتم تنظيم تصدير الكريترونات بشكل صارم في الولايات المتحدة. تم الإبلاغ عن عدد من الحالات التي تنطوي على تهريب أو محاولة تهريب كريترون، حيث حاولت البلدان التي تسعى إلى تطوير أسلحة نووية شراء إمدادات من كريترون لإشعال أسلحتها. إحدى الحالات البارزة كانت حالة ريتشارد كيلي سميث، الذي يُزعم أنه ساعد أرنون ميلشان في تهريب 15 طلبًا من إجمالي 810 كريترونًا إلى إسرائيل في أوائل الثمانينيات. 469 من هؤلاء إلى أمريكا، وادعت إسرائيل أن الـ 341 المتبقية «دمرت أثناء الاختبار». 
كريترونس وسبريترونات تتعامل مع فولتات تبلغ 2500 الخامس وما فوق، تيارات 100 A وما فوق، والتأخيرات التحويلية التي تقل عن 10 ميكروثانية مناسبة عادةً لمشغلات الأسلحة النووية.

## في الثقافة الشعبية
كان كريترون هو «ماكغافن» في فيلم رومان بولانسكي عام 1988 المحموم . كان الجهاز في الفيلم إما نسخة محدثة بتقنية عالية أو مجرد نسخة خيالية مكونة من القصة.
كما ظهر الكريترون، الذي أطلق عليه خطأ «كريتون»، في رواية توم كلانسي للإرهاب النووي "مجموع كل المخاوف" .
تمحورت حبكة كتاب لاري كولينز الطريق إلى هرمجدون بشكل كبير حول كريترونات أمريكية الصنع أرادها الملالي الإيرانيون لثلاث قذائف مدفعية نووية روسية كانوا يأملون في تطويرها إلى أسلحة نووية كاملة.
ظهر مصطلح «كريترون» في الموسم الثالث، الحلقة 14 (الأصل) من الدراما التليفزيونية الشخص المهم.
في الموسم الثالث من حلقة إن سي آي إس (مسلسل) «اقتل آري، الجزء 2»، تم الكشف عن أن آري هسواري، وهو عميل مارق في الموساد، قد تم تكليفه بالحصول على مشغل كريترون إلى جانب البلوتونيوم المسروق من ديمونا، كانت هذه العناصر الأساسية لعملية اللدغة الإسرائيلية. وكان الكريترون يُطلق عليه أيضًا اسم «كريتون» بشكل غير صحيح.

## مزيد من التطورات
تعد مفاتيح تبديل الحالة الصلبة التي يتم تشغيلها بصريًا استنادًا إلى الماس مرشحًا محتملاً لاستبدال الكريترون.